# به من بگو چرا (بازی ویدئویی)
به من بگو چرا (انگلیسی: Tell Me Why) یک بازی ویدئویی از دونت‌ناد انترتینمنت در سبک ماجراجویی است که در اوت و سپتامبر ۲۰۲۰ توسط اکس‌باکس گیم استودیوز و در پلت‌فرم‌های ایکس‌باکس وان و مایکروسافت ویندوز منتشر شده‌است.